# Humberto Correa Labra
Humberto Correa Labra (Talca, 21 de junio de 1904-Ibíd.) fue un abogado y político chileno, miembro del Partido Radical (PR). Se desempeñó como ministro de Justicia durante el gobierno del presidente radical Gabriel González Videla entre abril y agosto de 1947.

## Familia y estudios
Nació en la comuna chilena de Talca el 21 de junio de 1904, hijo de Ángel María Correa Correa y Hortensia Labra Vargas. Realizó sus estudios primarios y secundarios en el Liceo de Hombres de Talca. Continuó los superiores en la Escuela de Derecho de la Universidad de Chile, titulándose como abogado el 31 de julio de 1928, con la tesis De la reserva de derecho en el juicio ejecutivo.

## Carrera profesional
Se dedicó a ejercer su profesión en Talca desde 1929, siendo abogado del Consejo de Defensa del Estado (CDE) en la sede de esa ciudad. También fue abogado de la defensa de la «Ley de Alcoholes».
En el área académica, actuó como profesor de derecho del trabajo en el Instituto Comercial de Talca y docente de educación cívica y economía política, en el Liceo de Hombres de Talca, desde 1940. Asimismo, fue profesor de derecho en la Universidad de Chile.
Fue miembro de numerosas instituciones de su lugar natal, así como también presidente del Colegio de Abogados de Talca y vicepresidente de la Asociación de Fútbol de la misma ciudad, entre otras. Por otra parte, fue director del periódico La Razón de Talca.

## Carrera política
Militó en el Partido Radical (PR) y por medio de este se hizo masón, siéndolo toda su vida. El 16 de abril de 1947, fue nombrado como ministro de Justicia por el presidente y correligionario Gabriel González Videla, responsabilidad que cumplió hasta el 2 de agosto del mismo año.
Posteriormente, en las elecciones parlamentarias de 1949, fue elegido como diputado por la Duodécima Agrupación Departamental (correspondiente a los departamentos de Talca, Lontué y Curepto), por el periodo legislativo 1949-1953. Durante su gestión, integró la Comisión Permanente de Relaciones Exteriores; y fue diputado reemplazante en la Comisión Permanente de Constitución, Legislación y Justicia y en la de Defensa Nacional.
Falleció el 17 de junio de 1987, en su ciudad natal, Talca, a los 82 años.